# A Safe Risk
A Safe Risk è un cortometraggio muto del 1916 diretto da Sidney Smith. Prodotto dalla Selig Polyscope Company su un soggetto di C.B. Hoadley, il film aveva come interpreti lo stesso Sidney Smith, Ralph McComas, Betty Nathan.

## Trama
La Hocum Accident Insurance Co. è una società di assicurazioni che ha un grande successo, assicurando contro gli incidenti che possono procurare disabilità, come la zoppia o la cecità. Joe Inright incassa un'indennità di 250.000 dollari dopo una settimana ed è deciso a incassarne presto un'altra.  Bill Hardluck, attratto da tutti quei soldi, decide di stipulare una polizza di assicurazione contro gli infortuni. Avendo poi bisogno di soldi, si mette d'impegno per procurarsi qualche incidente che gli possa fare incassare il premio. Ma tutti i suoi tentativi vanno a vuoto. Alla fine, un'esplosione lo scaraventa da un lucernario in una sala chirurgica. Quando ne esce, si precipita alla Hocum Accident Insurance Co., per scoprire che la società ha appena chiuso i battenti.

## Produzione
Il film fu prodotto dalla Selig Polyscope Company.

## Distribuzione
Distribuito dalla General Film Company, il film - un cortometraggio in una bobina - uscì nelle sale cinematografiche statunitensi il 26 febbraio 1916.